# التصوير المقطعي المحوسب بالأشعة المخروطية
التصوير المقطعي المحوسب بالأشعة المخروطية، يُعرف أيضًا بالطبقي المحوري المخروطي، هو تقنية تصوير طبية تتكون من تصوير مقطعي محوسب بالأشعة السينية، بحيث تكون حزمة الأشعة السينية متباعدة وتشكل مخروطًا.
تزايدت أهمية التصوير المقطعي المحوسب بالأشعة المخروطية في تشخيص وعلاج العديد من الحالات مثل زراعة الأسنان وأمراض الأنف والأذن والحنجرة والجراحة العظمية والأشعة التداخلية وغيرها، ويعد التصوير المقطعي المحوسب أيضًا أداة مهمة في العلاج الشعاعي الموجه بالصور للأورام الخبيثة.
يدور الماسح الضوئي المخروطي أثناء تصوير الأسنان حول رأس المريض، ويلتقط ما يقرب من 600 صورة منفردة، أما بالنسبة للأشعة التداخلية، يوضع المريض على الطاولة بحيث تقع المنطقة المطلوبة في مجال حزمة الأشعة المخروطية، وبعد أخذ الصور يقوم برنامج المسح بجمع البيانات وإعادة بنائها، فينتج صورًا رقمية ثلاثية الأبعاد من البيانات التشريحية التي يمكن معالجتها وتشكيلها باستخدام برامج متخصصة. يشترك التصوير المقطعي المحوسب في العديد من أوجه التشابه مع التصوير المقطعي المحوسب التقليدي، ولكن هناك اختلافات مهمة، خاصة عند إعادة تشكيل الصورة النهائية بواسطة الكمبيوتر. وصف التصوير المقطعي المحوسب بالأشعة المخروطية على أنه المعيار الذهبي لتصوير منطقة الفم والوجه والفكين.

## تاريخ

### تصوير الفم والوجه والفكين
طور الدكتور يوشينورو آراي في اليابان والدكتور بييرو موزو في إيطاليا في أواخر التسعينيات وبشكل مستقل تقنية الأشعة المخروطية لتصوير منطقة الفم والوجه والفكين. ظهر أول نظام تجاري لهذا الغرض في السوق الأوروبية في عام 1996 وعرف باسم نيو توم 9000، ودخل السوق الأمريكية في عام 2001 على يد الشركة الإيطالية كوانتيتاتف راديواوجي.

### العلاج الشعاعي
طُورت الأشعة المقطعية المخروطية للاستخدام التشخيصي في أجهزة العلاج الشعاعي للأورام لأول مرة في أواخر تسعينيات القرن العشرين وأوائل القرن الحادي والعشرين، وأصبحت مثل هذه الأنظمة شائعة منذ ذلك الحين.

## التطبيقات

### علاج جذور الأسنان
يتمتع التصوير المقطعي المحوسب المخروطي بميزات تشخيصية هامة عند استخدامه خلال علاج جذور الأسنان، إذ يوضح الشكل ثلاثي الأبعاد الميزات التشريحية الدقيقة لقناة جذر الأسنان التي لا تستطيع الصور البانورامية العادية أو الصور داخل الفم إظهارها.
أكدت الجمعية الأمريكية لطب الأسنان أن هناك العديد من الحالات التي يعتبر فيها التصوير المقطعي المخروطي هو الخيار المناسب، ولا يمكن مقارنة أو استخدام الصور البانورامية أو الصور داخل الفم بصور الطبقي المخروطي في هذه الحالات.

### زراعة الأسنان
توفر صور الأشعة المخروطية للأسنان معلومات قيمة عندما يتعلق الأمر بالتخطيط لعمليات زراعة الأسنان الجراحية. تقترح الأكاديمية الأمريكية لأشعة الفم والوجه والفكين استخدام الأشعة المقطعية المخروطية كأسلوب مفضل للتقييم قبل عمليات زراعة الأسنان الجراحية.

### تقويم الأسنان
يقدم التصوير المقطعي المحوسب المخروطي صورًا ثلاثية الأبعاد وغير مشوهة للأسنان، ويمكن استخدامها لتحديد وضع كل الأسنان بدقة، وتوجيه جذر الأسنان والتركيبات الشاذة خلال وضع تقويم الأسنان، ولا تستطيع الصور الشعاعية ثنائية الأبعاد تحقيق هذه النتائج.

### طب العظام
يقدم التصوير المقطعي المحوسب بالأشعة التقليدية صورًا دقيقة وغير مشوشة للأطراف. تتمثل إحدى مزايا هذه الطريقة عند استخدامها في طب العظام بقدرتها على التقاط صور للأطراف السفلية بوضعيات خاصة ودقيقة تعتبر ذات أهمية قصوى في التشخيص والتخطيط الجراحي خصوصًا لكسور القدم والكاحل.

### العلاج الشعاعي الموجه بالصور
يعد العلاج الشعاعي الموجه بالصور شكلًا من أشكال العلاج الشعاعي الخارجي للأورام الخبيثة. يوضع المريض بحيث تكون الأعضاء المستهدفة بالعلاج في وضع يسمح بوصول حزم الأشعة العلاجية إليها، وذلك بهدف تحقيق أفضل نتائج مع تقليل تعرض الأعضاء القريبة للأشعة. يستخدم التصوير المقطعي المحوسب المخروطي قبل العلاج وأثناءه للتأكد من أن المنطقة المستهدفة بالعلاج في مكانها الدقيق.